# Thomas Domingo
Thomas Domingo (Tulle, 20 agosto 1985) è un ex rugbista a 15 francese, che giocava nel ruolo di pilone. Dal 2019 è l'allenatore della mischia del Pau in Top 14.

## Biografia
Nativo di Tulle, nel Corrèze, Domingo, normalmente pilone sinistro, esordì in massima serie con la compagine di Clermont-Ferrand; la sua prima meta risale alla stagione d'esordio, contro il Narbona; con il suo club ha raggiunto tre volte consecutivamente la finale del campionato francese, dal 2007 al 2009, e vanta la vittoria nella Challenge Cup 2006/07.
Già rappresentante la Francia a livello giovanile (Under-18, Universitaria e Under-21, categoria nella quale ha partecipato alla Coppa del Mondo), ha esordito in Nazionale maggiore nel corso del Sei Nazioni 2009 contro il Galles allo Stade de France.
Per il tour francese in Australasia di giugno 2009 è stato inserito nella rosa dei convocati dal C.T. Marc Lièvremont.

## Palmarès
- Campionati francesi: 2
Clermont: 2009-10, 2016-17
- Challenge Cup: 1
Clermont: 2006-07